# 9381 Lyon
9381 Lyon este o planetă minoră (asteroid), cu un diametru de 7,156 km, din centura de asteroizi. A fost descoperită pe 15 septembrie 1993 la Observatorul European Austral de Henri Debehogne și a fost numită după Lyon. 
Obiectul prezintă o orbită caracterizată de o semiaxă mare de 3,0000559 UAi, o excentricitate de 0,06, o înclinație de 1,13418 ° în raport cu ecliptica.